# Sant Miquel de Marcinyac
Sant Miquel de Marcinyac o Sant Miquel de Marsenyac és una església que forma part de l'Inventari del Patrimoni Arquitectònic Català de Navès (Solsonès).

## Situació
Es troba a la part central del terme municipal, damunt els plans del cap d'avall de la carena de Cal Moixí, entre el torrent de la Vallanca a llevant i la rasa d'Antigues a ponent, a tocar de la masia de Marcinyac.
Per anar-hi es parteix de la carretera C-26 (de Solsona a Berga), al seu pas pel terme de Navès, al km. 114,2 (42° 00′ 05″ N, 1° 36′ 22″ E / 42.001501°N,1.606178°E). Aquí cal prendre la carretera a Besora i Busa. Carretera asfaltada i ben senyalitzada que se segueix fins que:
- Als 7,3 km. (42° 03′ 20″ N, 1° 36′ 33″ E / 42.055500°N,1.609270°E), en l'indret anomenat la Creu Roja, es deixa l'asfalt i es pren el trencall de la dreta, senyalitzat "Marsinyac" "Les Serres" "La Selva". A partir d'aquí, ni que la pista sigui bastant bona, és recomanable circular-hi en 4x4. Seguir sempre la pista principal i
- Als 9,8 km. (42° 04′ 16″ N, 1° 37′ 08″ E / 42.071084°N,1.618881°E) es pren el trencall a la dreta senyalitzat "Marsinyac" que porta directament a l'església en 1,5 km. més. Continuant amunt, es fa cap a la masia de les Serres i a l'església de Sant Martí de les Serres.

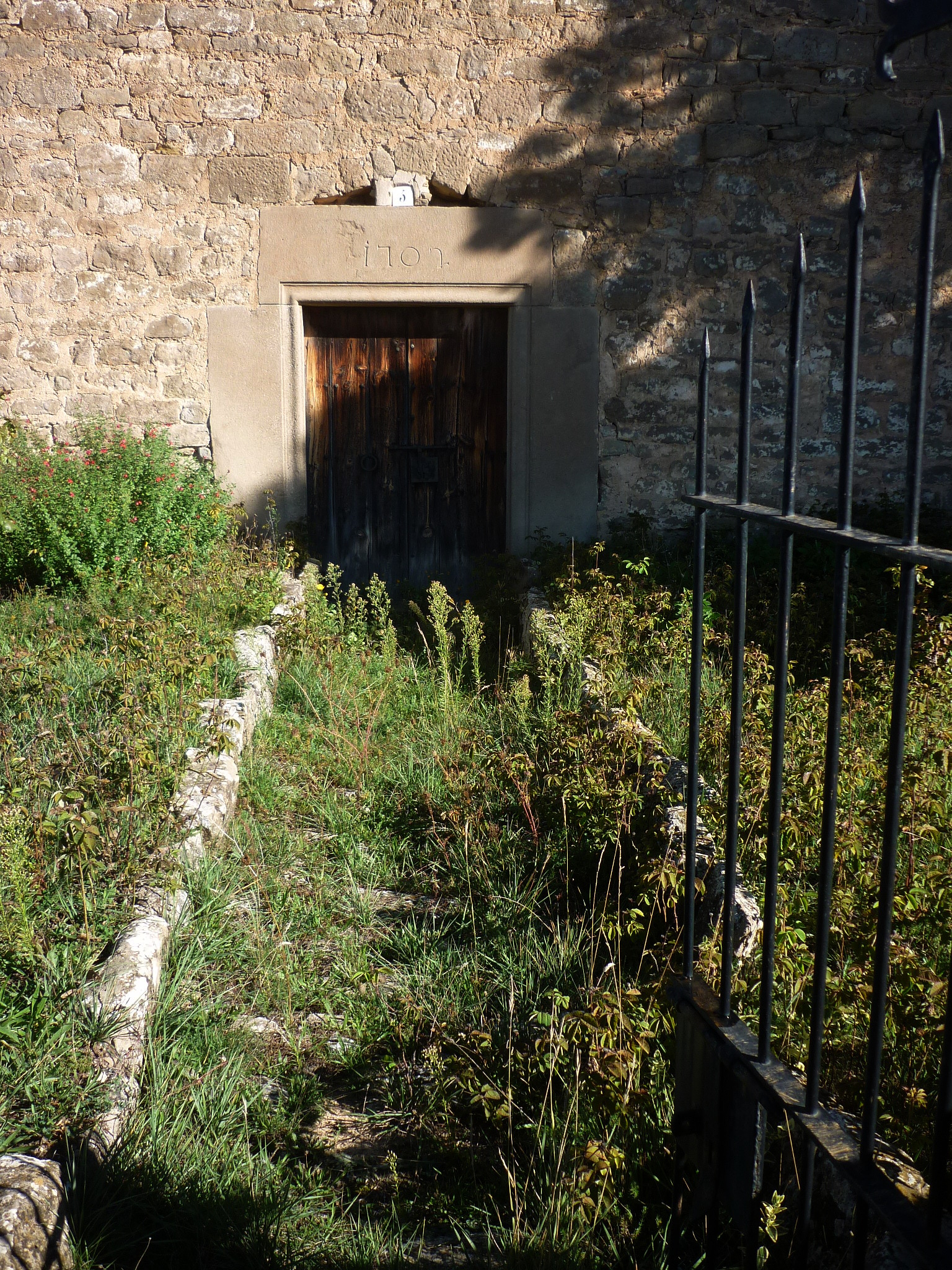
Porta d'accés a l'església

## Descripció
Sant Miquel de Marcinyac és una església neoclàssica de planta rectangular, teulada a dos vessants i orientada nord-sud.
Porta de llinda i frontó a la cara sud, amb un petit ull de bou al damunt. Campanar de tres cossos i cobert a quatre vessants, adossat a la cara est. Adossada a la cara oest, hi ha una petita edificació per tal d'engrandir l'església i fer-hi una capella. L'església es va construir aprofitant un pany de paret de la primitiva església romànica. L'interior és d'una sola nau i té cinc altars. Un d'ells, porta la data de 1717 i un altre dedicat a Sant Josep, la de 1703.
L'altar major és barroc i està dedicat a Sant Miquel. El parament és de carreus irregulars units amb morter. En alguns llocs, es veuen restes d'haver estat emblanquida.

### Notícies històriques
L'església de Marsenyac, va ser sufragània de la parroquial de La Selva. Va ser construïda al segle xvii, als voltants de l'any 1678, per ordre del bisbe fra Pere de Santiago i començada després de les obres fetes a la parroquial. L'any 1703 l'obra ja estava gairebé finalitzada. Posteriorment, mossèn Josep Armengol va ordenar i catalogar l'arxiu parroquial, que s'ha conservat en gran part.